# جاكوب شايفر جونيور
جاكوب شايفر جونيور (بالإنجليزية: Jacob Schaefer, Jr.)‏ هو لاعب بلياردو ‏ أمريكي، ولد في 18 أكتوبر 1894 في شيكاغو في الولايات المتحدة، وتوفي في 10 نوفمبر 1975.